# Cebrasse
A Central Brasileira do Setor de Serviços - Cebrasse representa cerca de 80 federações, sindicatos, associações, institutos e conselhos de classe, reunindo em torno de 50 mil empresas geradoras de aproximadamente nove milhões de empregos em mais de 30 segmentos da prestação nacional de serviços.
Os principais contratantes do setor são indústrias, governos, setor financeiro, comércio e varejo, e os próprios serviços (telecomunicações, por exemplo). Dados oficiais apontam que as prestadoras geram o maior número de vagas formais no mercado de trabalho (52% das geradas em 2011, de acordo com dados do Caged do Ministério do Trabalho e Emprego). Na composição do PIB, respondem por mais de 45% da produção nacional.
Criada em 2004, sediada na capital paulista, e sem fins lucrativos, a Cebrasse representa a atividade junto ao governo, mercado e mídia, alinhando ações para estímulo ao empreendedorismo do setor. É prioridade dos empresários associados atuar de várias maneiras pela regulamentação da terceirização; combate à falta de qualificação de mão de obra; reformas trabalhista e tributária; desoneração da folha de pagamentos; aperfeiçoamento de sistemas licitatórios, e muitas outras questões.

## Homenagens
Recentemente a Central Brasileira do Setor de Serviços - Cebrasse homenageou o SEBRAE-SP como Entidade Parceira do Empreendedor.